# Brian Gregory
Brian Francis Gregory (Mount Prospect, 15 dicembre 1966) è un allenatore di pallacanestro e dirigente sportivo statunitense, attualmente General manager dei Phoenix Suns.

## Palmarès
- Campione NIT (2010)
- Campione CBI (2019)